# Antoniova svatba
Antoniova svatba (ve francouzském originále Le Mariage d'Antonio) je komická opera (opéra comique, původním označením „divertissement mêlé d'ariettes“) o jednom dějství francouzské skladatelky Lucile Grétryové, dcery hudebního skladatele A.-E.-M. Grétryho. Libreto k ní napsal Alexandre-Louis-Bertrand Robineau (1746–1823), píšící pod pseudonymem (anagramem) de Beaunoir. Námět této drobné opery je jakýmsi pokračováním Grétryho nejslavnější opery Richard Lví srdce (Richard Cœur de Lion). Premiéra opery se konala 29. července 1786 v pařížském divadle Théâtre de la Comédie-Italienne.

## Vznik, historie a charakteristika
Opéru comique Antoniova svatba napsala Angélique-Dorothée-Louise Grétryová (1772–1790), zvaná Lucile, prostřední dcera slavného francouzského hudebního skladatele A.-E.-M. Grétryho, když jí bylo pouhých třináct let. Námět této drobné opery je jakýmsi pokračováním Grétryho nejslavnější opery Richard Lví srdce, jež slavilo triumf roku 1784; děvče zaujala postava mladého vesničana Antonia, který v ní vystupuje jako průvodce trubadúra Blondela vydávajícího se za slepce, a vymyslela pro něj drobný příběh, jehož hlavní hrdinové jsou jejího věku. Libreto k Antoniově svatbě podle tohoto základního východiska napsal Alexandre-Louis-Bertrand Robineau (1746–1823), píšící pod pseudonymem (anagramem) de Beaunoir. (V době, kdy libreto psal, nesměl kvůli své funkci u královského dvora publikovat a jeho práce tehdy podepisovala jeho manželka Louise-Céline Chevalová (1766-1821) pod jménem „Mme de Beaunoir“ – to je i případ Antoniovy svatby, která byla proto ve své době považována za dílo dvou žen.
Před prvním uvedením Antoniovy svatby – které se konalo v Comédie-Italienne (tj. Opéra-Comique) dva týdny po Luciliných 14. narozeninách – dal Grétry v Journal de Paris zveřejnit dopis osvětlující vznik opery. Přiznával, že se na kompozici podílel tím, že pomáhal s harmonizací a především s instrumentací, pro kterou nemohla mít jeho dcera dostatek technických znalostí a zkušeností.
Podobně jako u opery Lucette a Lucas (1781) Florine Dezèdové, mladé dcery skladatele Nicolase Dezèda, existovaly hlasy domnívající se, že Lucilino autorství je zcela smyšleným reklamním tvrzením a že jediným autorem je její otec. Avšak Grétry byl v té době nejpopulárnější a nejuctívanější francouzský skladatel, který neměl třeba takovéto reklamy, jež by ho potenciálně mohla spíše poškodit. Lucile navíc od malička projevovala hudební talent (byla představena u královského dvora a její nadání obdivovala i Marie Antoinetta) a otec jí poskytl důkladnou hudební výchovu. Ve svých pamětech popsal, jak Lucile hudbu skládala, a podrobně vysvětloval své pedagogické postupy, protože byl na rozdíl od řady svých současníků přesvědčen, že hudební kompozice je povoláním, kterého jsou ženy plně schopny. I samotná hudba opery Lucilino autorství podporuje: je sice pochopitelně do značné míry závislá na Grétryho stylu (s hudbou svého otce Lucile vyrostla), ale melodie jsou celkově prostší – až na Colettinu koloraturní árii č. 3 – a většina ansámblů (dueta, kvarteta atd.) je psána v dialogickém formátu, nanejvýš jsou hlasy vedeny unisono nebo paralelně, takže odpadá technicky obtížný vícehlas. Grétry se ostatně mohl pochlubit jinými žáky úspěšnými v mladém věku, jako byl François-Joseph Darcis (1759–1783), který napsal svou první komickou operu (uvedenou ve Versailles a Paříži roku 1772) ve dvanácti letech.
Kritiky dílo vesměs obdivovaly. Antoine d'Origny později napsal: „Tento kus učinil velké potěšení díky důvtipu a půvabu, jimiž oplývá. […] Znalci obdivovali v hudbě slečny Grétriové lehkost, snadnost a ryzost jejich melodií, inteligenci a vkus ve frázování, jakož i kvalitu jejího doprovodu, dost silného, aby hlasy podržel, ale ne příliš hlučného, aby je překryl.“ Friedrich Melchior Grimm označil celé dílo za „velmi povedené“, i když zápletka je velmi prostá a druhá část je poněkud zdlouhavá (což prý bylo při reprízách napraveno). I když přiznal, že přijetí bylo příznivé i z důvodu autorčina věku a respektu k jejímu otci, tajemství úspěchu Antoniovy svatby se neomezovalo na tento aspekt. „[…] většina árií se jevila přiléhavými situacím a povaze postav; jejich motivy, aniž by byly zcela nové, mají příjemné melodie; některé mají skutečně svěžest, půvab a jemnost odpovídající [autorčinu] věku. Je-li styl slečny Grétryové vcelku stejný jako jejího otce, nebylo by spravedlivé vyžadovat, aby ve třinácti letech měla vlastní.“ S poznámkou, že na rozdíl od doprovodu byly melodie plně dílem Lucile, poznamenal, že „tato část, která nejméně závisí na uměleckém studiu, ale charakterizuje základním způsobem hudební génius, ohlašuje talent stvořený k nejšťastnějším nadějím.“ I Bachaumont, který nebyl Grétrymu nakloněn a domníval se, že Lucile připsal autorství Antoniovy svatby jen „ze slabosti“, nakonec psal: „Je to drobná věc, ale byla dobře přijata díky hudbě, v níž zazářili společně otec i dcera.“
Kritická chvála Antoniovy svatby nebyla odtržená od reality mezi obecenstvem, opera se pravidelně hrála v následujících pěti letech a dosáhla celkem 47 představení. Rozšířila se rovněž po provinčních divadlech; již ze sezóny 1786/87 jsou o ní zprávy například z Rouenu nebo z Lille, ale také z nizozemského Haagu, kde ji uvedlo roku 1788 místní francouzské divadlo v Haagu; později 's Gravesandova kočovná divadelní společnost hrála tuto operu v nizozemském překladu (Het huwelijk van Antonio), např. v Utrechtu roku 1794. Naposledy ji Comédie-Italienne hrála v únoru 1791; tehdy již byla její autorka po smrti. Lucile Grétryová napsala po Antoniově svatbě ještě jednu opéru comique s názvem Toinette a Louis, rozměrnější (dvě dějství) a náročnější dílo, které mělo premiéru o necelý rok později, avšak utrpělo zjevný neúspěch. Poté už Lucile zdá se nekomponovala; o rok později byla jako patnáctiletá provdána a manžel s ní podle Grétryho pamětí zacházel velmi špatně. Roku 1790 Lucile v sedmnácti letech zemřela na tuberkulózu, stejně jako o tři roky dříve její starší sestra Jenny a o půl roku později její mladší sestra Antoinette.
Hudební materiály k Antoniově svatbě se plně dochovaly. Muzikolog Robert Adelson připravil roku 2008 moderní provozní edici Antoniovy svatby, která umožňuje její současná nastudování. Pro své rozměry a úroveň obtížnosti se hodí pro hudební školy; poprvé ji roku 2011 uvedla konzervatoř v Montbéliardu. 15. března 2013 byla v rámci oslav 200. výročí smrti A.-M.-E. Grétryho – „Grétryho rok“ – v Bruselu provedena pravděpodobná belgická premiéra Antoniovy svatby; roku 2018 pak pěvkyně a pedagožka Kristen Sullivanová uspořádala (koncertní) severoamerickou premiéru na University of North Texas v Dentonu.

## Osoby a první obsazení
| osoba                             | hlasový obor | premiéra (29. července 1786)                   |
| --------------------------------- | ------------ | ---------------------------------------------- |
| Mathurin, starý sedlák            | tenor        | Charles-Simon Favart                           |
| Mathurine, jeho žena              | soprán       | Mlle La Caille                                 |
| Nicolas, chalupník                | baryton      | Simon Chenard                                  |
| Matka Nicolasová, Nicolasova žena | …            | Rose-Françoise Gont(h)ier (roz. Carpentier)    |
| Colette, Nicolasova dcera         | mezzosoprán  | Marie-Françoise Desbrosses                     |
| Thérèse, Nicolasova dcera         | soprán       | Rose Renaud (Mlle Renaud l'ainée)              |
| Antoine, Mathurinův vnuk          | soprán       | Mlle Meliancourt                               |
| Antonio, Mathurinův vnuk          | soprán       | Mlle Rosalie                                   |
| Písař                             | …            | Thomassin (vl. jm. Guillaume-Adrien Vicentini) |
| Páže hraběnky flanderské          | …            | Mlle Renaud cadette                            |
| Venkované, venkovanky             |              |                                                |

## Děj opery

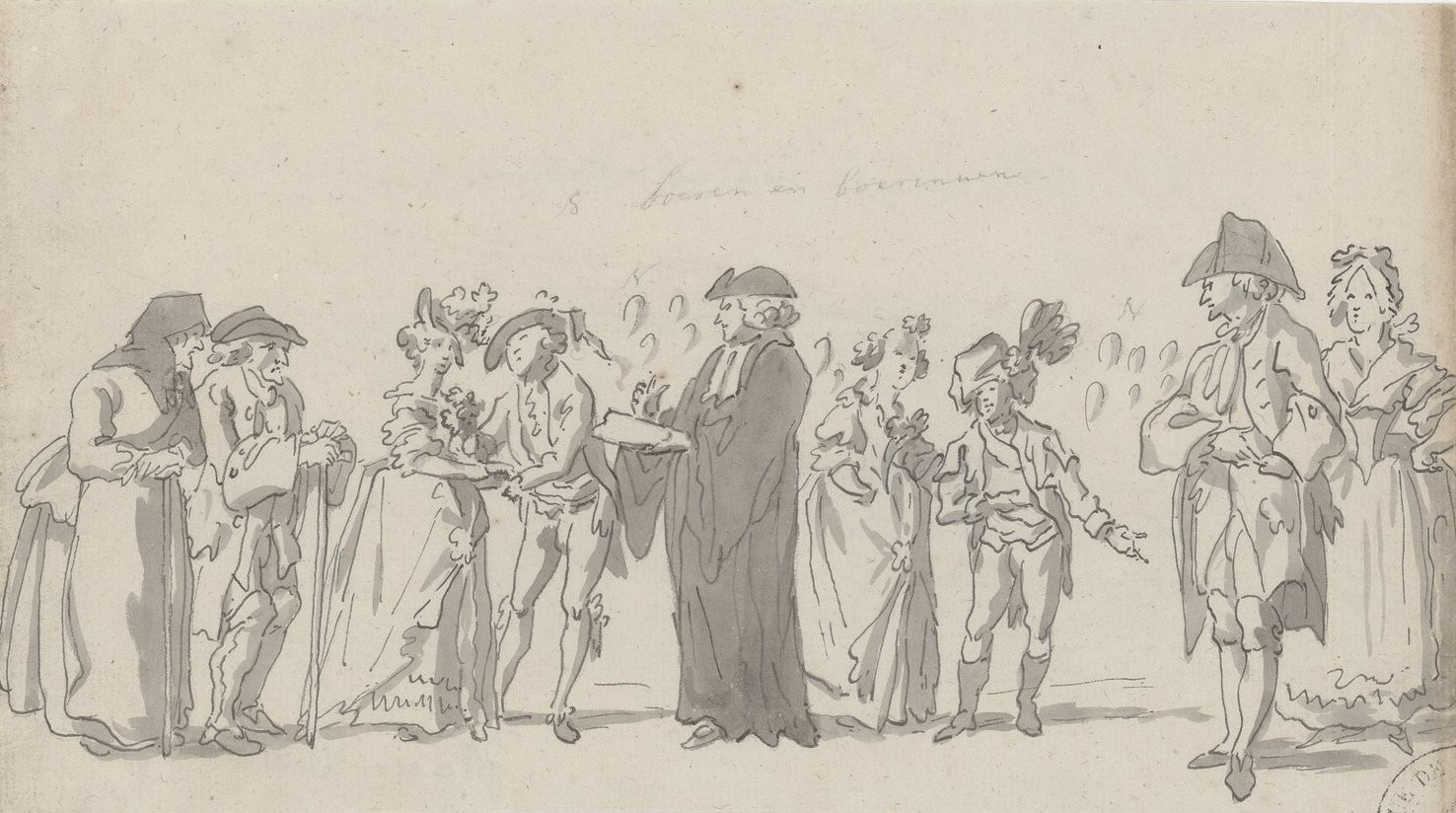
Scéna z opery Antoniova svatba (ansámbl č. 8), kresba Reiniera Ziesenise

(Světnice Nicolasovy chalupy v Mathurinově vsi, roku 1193) Colette, dcera chalupníka Nicolase, zdobí květinovou svatební korunou svou starší sestru Thérèse, která se dnes vdává za Antoina, vnuka váženého sedláka Mathurina a jeho ženy Mathurine (č. 1 arieta Que se chapeau, dont je pare ta tête). Ke Colettinu štěstí chybí přítomnost jejího milého, Antoinova bratra Antonia, který odešel doprovodit do města jakéhosi slepce a dosud se nevrátil. Neví, co k němu cítí; sestra ji zpovídá a Colettiny odpovědi ji utvrzují, že Antonia miluje (č. 2 duet-dialog Auprès d'Antonio qu'éprouve donc ton cœur?). Thérèse to sestře přeje a Colette se odvažuje doufat, že Antonio její city opětuje (č. 3 bravurní arieta Ah! quel plaisir, ah! quel bonheur).
Antonio se v tu chvíli vrací. Colette se na něho hněvá, že meškal, ale Antonio jí vypráví, jak pomáhal falešnému slepci, z něhož se vyklubal trubadúr Blondel, a hraběnce z Flander osvobodit ze zajetí krále Richarda. Colette pak podrobuje Antonia stejnému výslechu, jakému ji vystavila její sestra, s uspokojivým výsledkem, že i Antonio je do ní zamilován (č. 4 duet-dialog Près de moi, mon ami, que ressent ton cœur?). Matka Nicolasová je Antoniovým návratem nadšena mnohem méně, tím spíše, když jí mladý pár oznamuje, že se milují a chtějí se vzít. Matka nesouhlasí: jsou příliš mladí – mají čtrnáct let – a navíc Antonio (na rozdíl od svého bratra) ještě není majetkově zabezpečen, aby se mohl ženit. Zakazuje oběma spolu mluvit a na svatbě spolu tancovat. Colette a Antonio se snaží dojednat kompromis (mluvit ne, tancovat ano), ale matka Nicolasová je neoblomná (č. 5 tercet-romance Je ne croyois pas vous déplaire). Rozruch přivolá Nicolase, který je na straně mladého páru, ale matka Nicolasová trvá na tom, že jsou na sňatek příliš mladí (č. 6 kvartet-dialog D'où vient ce bruit, cette rumeur?).
Přichází svatební průvod s písařem, starými Mathuriny, jakož i snoubenci Antoinem a Thérèse (č. 7 sbor a ansámbl Chantons ces jeunes amants). Písař organizuje podpis svatební smlouvy, zatímco Antoine a Thérèse si vyměňují něžnosti a Antonio a Colette je napodobují (č. 8 kvartet-dialog Nous voilà donc époux), dokud je matka Nicolasová nepřeruší. Všichni přítomní se za Antonia a Colette přimlouvají, zejména Nicolas poukazující na to, že by je mohli oddat hned a ušetřit tak náklady na druhou svatbu. Matka Nicolasová si však postavila hlavu a není s ní pořízení. – Tu přichází páže hraběnky z Flander a přináší Antoniovi za prokázané služby tři měšce zlaťáků od hraběnky, krále a trubadúra. Všichni jsou překvapeni. Antonio se chce vzdát svých peněz ve prospěch dědečka, bratra a Colette a sám chce ze vsi odejít, když nemůže dostat svou milovanou. Všichni znovu naléhají na matku Nicolasovou, aby Antoniovi a Colette sňatek povolila teď, když je Antonio finančně zajištěn. Marně matka Nicolasová opakuje, že jsou to ještě děti k manželství nezralé (sbor a ansámbl č. 9a Que d'or? se zpěvem Antonia č. 9b Qu'ai-je besoin de tout cet or?). Nicolas nakonec její výhrady přebije autoritou manžela i matka Nicolasová se konečně nechá obměkčit a dává mladému páru své požehnání (č. 10 finále-vaudeville Dès les premiers jours de printemps).

## Instrumentace
Dva hoboje, dva fagoty, dvoje housle, viola, basso continuo (violoncello).